# Jimmy White
Pour les articles homonymes, voir White.
James Warren, dit « Jimmy » White, est un joueur de snooker anglais né le 2 mai 1962 à Londres. 
Passé professionnel en 1980 et surnommé « Whirlwind » (tornade en français), il restera pour toujours l'éternel second, échouant six fois en finale du championnat du monde, dont une défaite 18-17 lors de l'édition 1994 face à Stephen Hendry. Une bille noire ratée par Jimmy White dans la manche décisive du match restera l'une des billes manquées les plus folles de l'histoire du snooker. Cependant, White avouera plus tard ne jamais avoir regretté ce manqué, et explique même que cet échec « rend l'histoire encore plus incroyable ». Il compte aussi un break maximum (147 points), réalisé lors du championnat du monde 1992.
En dehors de ses prouesses au championnat du monde, White connaît une carrière glorieuse, couronnée de dix succès dans les tournois de classement, ainsi que d'un titre au Masters 1984. À défaut d'avoir été champion du monde dans la catégorie principale, White a remporté le championnat du monde à six billes rouges, le championnat du monde seniors à six billes rouges, le championnat du monde seniors et le championnat du monde en double.

## Biographie
Né dans le quartier de Tooting, à Londres (Angleterre), Jimmy White suit sa scolarité dans l'établissement Ernest Bevin. Élève médiocre, Jimmy prend l'habitude, dès l'âge de huit ans, de quitter l'école, pour laisser place à des entraînements de snooker. C'est en fréquentant le « Zans » (salle de snooker), que Jimmy rencontre Tony Meo et commence à disputer des matchs dotés (matchs avec de l'argent mise en jeu).
Talentueux, White enchaîne les succès sur le circuit amateur, remportant le championnat d'Angleterre et le championnat du monde dans cette catégorie. Sa carrière professionnelle est marquée par de nombreux titres, ainsi qu'une 2e place au classement mondial.
En 1990, il prend part au film « Legend of the Dragon », de Stephen Chow. Il incarne aussi le gérant d'une salle de billard dans le film britannique « Jack Said ». Il poursuit avec une apparition dans la série « I'm a Celebrity...Get Me Out of Here! », terminant à la 3e place de l'émission.
Dans une interview, accordée à The Guardian, White avoue avoir été un consommateur régulier de drogues, et explique que sans sa défaite contre Alex Higgins au championnat du monde 1982, il serait certainement mort d'une overdose, se justifiant en disant que pour célébrer sa victoire, il aurait été acheter du crack. Par la même occasion, White avoue avoir souffert d'un cancer.
Il est également mis en avant dans plusieurs jeux vidéo : « Jimmy White's 'Whirlwind' Snooker », «  Jimmy White's 2: Cueball », « Jimmy White's Cueball World », ou encore « Pool Paradise ».
Il est marié et a eu cinq enfants avec sa femme Maureen.

## Carrière

### Début de carrière (1980-1984)
Passé professionnel en 1980 après plusieurs succès sur le circuit amateur, White remporte ses deux premiers titres en 1981 ; le Masters d’Écosse et le trophée d'Irlande du Nord (tournois non classés). Également demi-finaliste au championnat du monde 1982, White entre rapidement dans le top 10 du classement mondial. La même année, il atteint sa première finale de classement et s'incline contre Ray Reardon.
En 1984, quatre ans après être passé professionnel, il aligne la finale du championnat du monde pour la première fois. White sera défait par l'Anglais Steve Davis. Au cours de cette même année, il remporte le titre du Masters, face au joueur gallois Terry Griffiths.

### Sextuple finaliste du championnat du monde et meilleur classement en carrière (1985-1994)
Après avoir été battu en finale de l'Open d'Écosse 1985 et du Masters 1986, il remporte sa première victoire classée, lors du Classique Mercantile, s'imposant sur le Canadien Cliff Thorburn, sur le score accroché de 13-12. Il remporte dans la foulée le Grand Prix ; sa deuxième victoire dans un tournoi de classement et l'Open de Grande-Bretagne ; son troisième titre majeur. En revanche, il manque de peu sa défense de titre au Classique, s’inclinant en finale contre Steve Davis (13-12). L'année suivante, White obtient son meilleur classement en carrière : celui de no 2 mondial. Il s'y maintient pendant deux ans, réalisant trois finales classées : le championnat du Royaume-Uni 1987, l'Open international 1988 et le Masters du Canada 1988, remportant même la troisième.
À partir de 1990, White devient l'homme des finales au championnat du monde de snooker, s'inclinant cinq fois à la suite. Sa première finale en 1990, se solde par une défaite par 18 manches à 12, contre Stephen Hendry. Sur ses quatre autres finales, le joueur londonien perd trois fois face à ce même adversaire, à l’exception de 1991, où il est dominé par son compatriote John Parrott. En 1992, il subit la plus lourde défaite de l'histoire de la finale du tournoi, perdant 18 à 5 contre Hendry. Sa finale la plus marquante reste celle de 1994 (sa dernière), où White parvient à emmener Stephen Hendry en manche décisive. Bien que prenant une avance de 37 points, White rate une bille noire et assiste ensuite à une fermeture de table de la part de son adversaire. 
En parallèle, Jimmy White s'impose sur cinq nouveaux tournois classés : le Classique 1991, l'Open d'Europe 1992, l'Open de Grande-Bretagne 1992, le Grand Prix 1992. Le cinquième constitue sa deuxième victoire sur un tournoi de la triple couronne, au championnat du Royaume-Uni 1992, à l'issue d'un succès maîtrisé sur John Parrott, par 16-9. Lors du championnat du monde, White signe un magnifique break maximum de 147 points, devenant le deuxième joueur à réaliser cette performance au Crucible Theatre de Sheffield. Il s'agit cependant de son unique break maximal en compétition à ce jour. Pendant cette période, le natif de Londres perd une autre finale sur un tournoi de la triple couronne, au championnat du Royaume-Uni de 1991, battu cette fois-ci par Parrott.

### Déclin progressif (1995-2005)
Après sa finale au mondial de 1994, White commence à décliner dans ses résultats. Sa baisse de motivation joue sur sa santé ; White se fait diagnostiquer un cancer du testicule, subissant ainsi une opération dans laquelle on lui enlève son testicule gauche. White en profite pour faire une implantation de cheveux pour soigner sa calvitie. Il ne parvient plus à atteindre les stades finaux des compétitions auxquelles il est inscrit ; Jimmy sort du top 10 en 1996, rétrogradant à la 13e position du classement. White justifie cette baisse de régime par le décès de sa mère et de son frère. Les saisons qui suivent ne sont pas meilleures et il commence à graviter autour de la 20e place mondiale ; chose qui ne s'était plus produite depuis sa troisième saison sur le circuit.
Au début des années 2000, Jimmy White semble retrouver ses moyens, atteignant une première finale de classement depuis plus de six ans, à l'Open de Grande-Bretagne ; finale qu'il perd contre Peter Ebdon. Il remporte en 2004 sa dixième victoire classée lors du championnat des joueurs à Glasgow, battant l'Anglais Paul Hunter, le jeune espoir de l'époque. La même saison, White perd la finale de l'Open d'Europe contre un autre joueur prometteur ; Stephen Maguire, après des victoires sur James Wattana (5-4), Stephen Hendry (5-3), Neil Robertson (5-3) et Tony Drago en demi-finale. White augmente ainsi à la 11e place du classement, après la saison 2003-2004. Lors du Masters 2005, White réalise un retour incroyable dans son match qui l'oppose à Matthew Stevens. Mené 5-2, il l'emporte 6-5, en signant une dernière fermeture de table jugée « très excitante » (« thrilling » en anglais) par les spécialistes. Son parcours s'arrête finalement en demi-finale, après une défaite contre Ronnie O'Sullivan. À l'issue de cette saison, White fait son retour dans le top 10 mondial, occupant le 8e rang du classement.

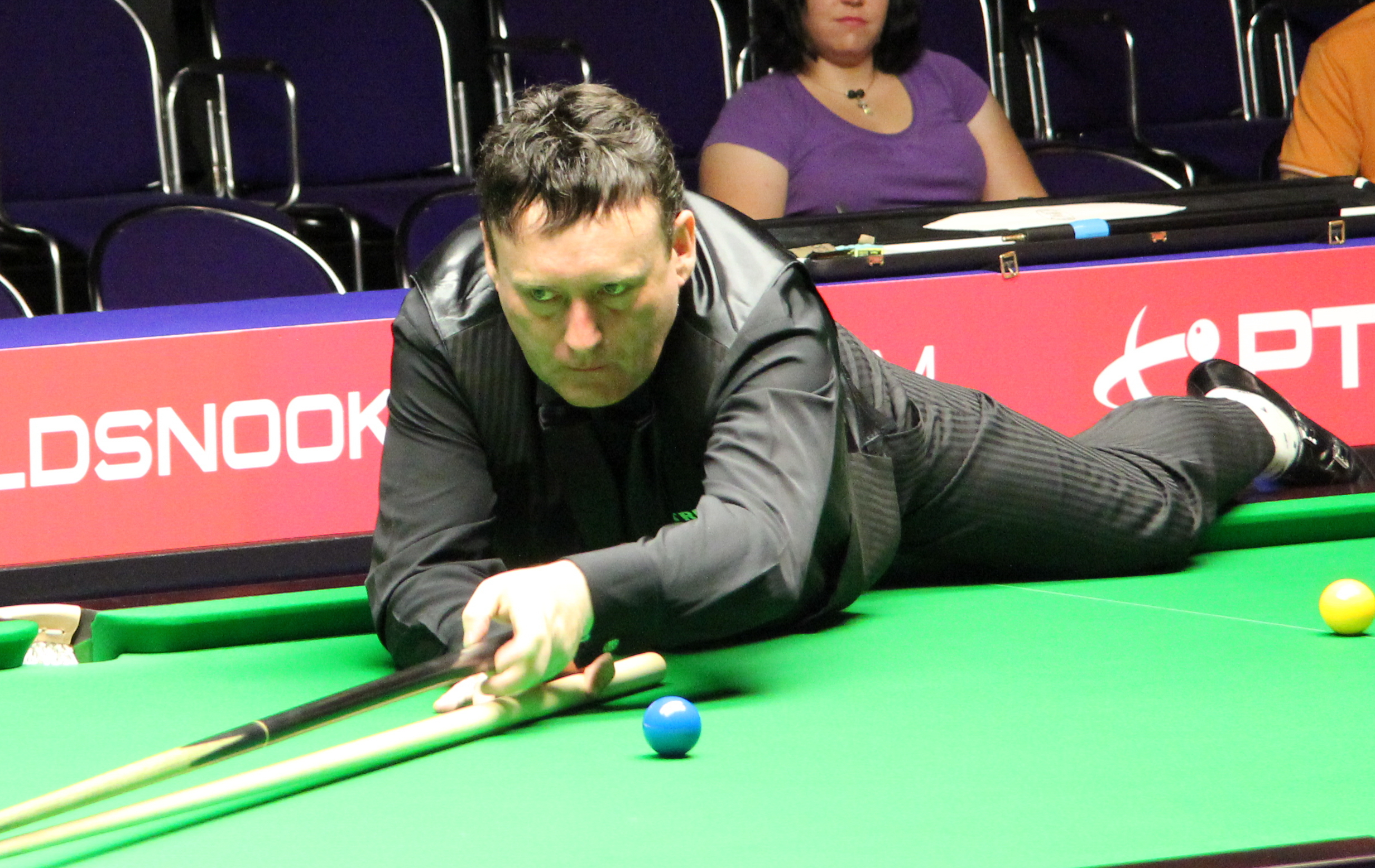
Jimmy White en 2011.

### Fin de carrière (depuis 2006)
En fin de saison 2005-2006, Jimmy White chute à la 35e place mondiale. À partir de ce moment, le londonien ne parvient à tirer son épingle du jeu que sur les événements d'importances secondaires. En 2006, il parvient à se sortir d'un groupe composé de Ronnie O'Sullivan, Ding Junhui, Steve Davis, Graeme Dott, Ken Doherty et Stephen Hendry, pour rejoindre la finale de la première ligue, où il est battu sévèrement par O'Sullivan (7-0). Son année 2009 est marquée par des victoires lors du championnat du monde de snooker à six billes rouges et des séries mondiales de snooker. La même année il perd en finale d'une autre série mondiale et du Classique Paul Hunter ; tous des tournois spéciaux (tournois qui ne comptent pas pour le classement). En 2010, il remporte le championnat du monde de snooker seniors, et perd en finale du Pink Ribbon (tournoi pro-am). En 2011, il est également finaliste d'un tournoi caritatif en Inde, battu par Stephen Lee.

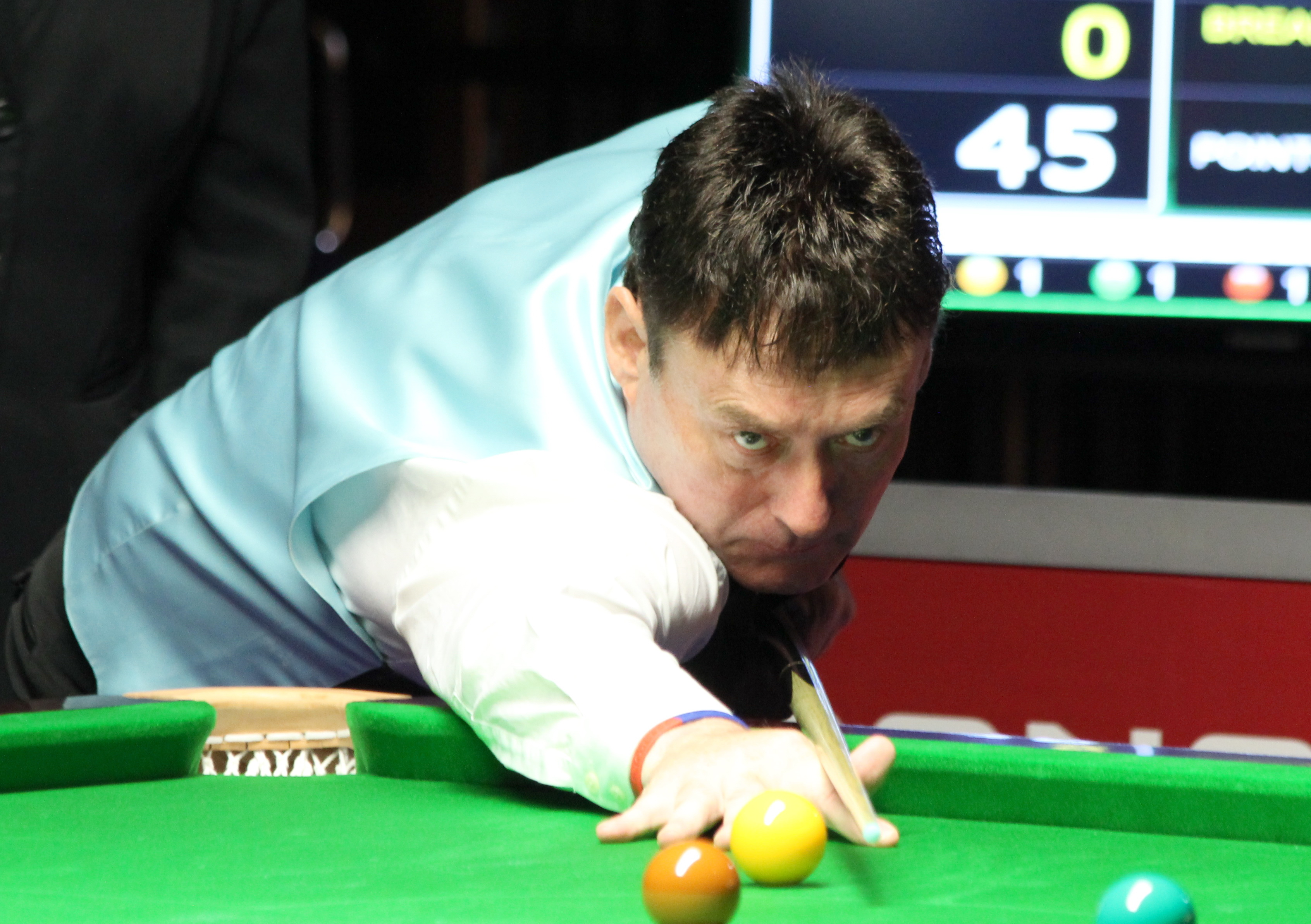
White en 2016.

En revanche, ses performances sur les tournois de classement sont déclinantes. Ce manque de résultats se traduit par un classement qui gravite autour de la 64e place mondiale ; dernière place avant de devoir passer par la Q School pour rester professionnel. En 2015-2016, White sort du top 64, mais parvient à conserver son statut de professionnel, grâce à un ordre du mérite établi par la fédération. Il lui faut attendre 2016 avant de retrouver un quart de finale sur un tournoi de classement, lors du Classique Paul Hunter, où il domine son Michael White en huitième de finale.
En 2019-2020, Jimmy White entame sa 40e saison consécutive en tant que professionnel. Son succès au championnat du monde seniors lui permet de participer au champion des champions. Opposé à Ronnie O'Sullivan, White perd en manche décisive, malgré avoir mené 3 à rien. 
Le 22 août 2020, Jimmy bat successivement Stephen Hendry et Ken Doherty pour remporter son deuxième titre consécutif au championnat du monde pour les seniors. En mars 2021, il se rend en huitième de finale à l'Open de Gibraltar, son meilleur résultat depuis presque cinq ans. Lors du premier tour de qualification pour le championnat du monde, Jimmy White affronte le vétéran Stephen Hendry, avec qui il a disputé 4 finales du Championnat du monde dans les années 1990. White perd le match 6-3. Sa place sur le circuit se trouve donc compromise pour la prochaine saison. Toutefois, la fédération lui accorde une invitation pour les deux prochaines saisons.
La mise en place d'un circuit seniors permet à White d'augmenter son nombre de titres sur le circuit professionnel. En 2017, il remporte le championnat du Royaume-Uni de snooker seniors, en battant Ken Doherty en finale. En 2019, Jimmy remporte trois nouveaux titres seniors : le Masters d'Irlande, le championnat du monde de snooker à six billes rouges et le championnat du monde. En octobre 2019, il est battu par Michael Judge en finale du championnat du Royaume-Uni de snooker seniors.

## Palmarès

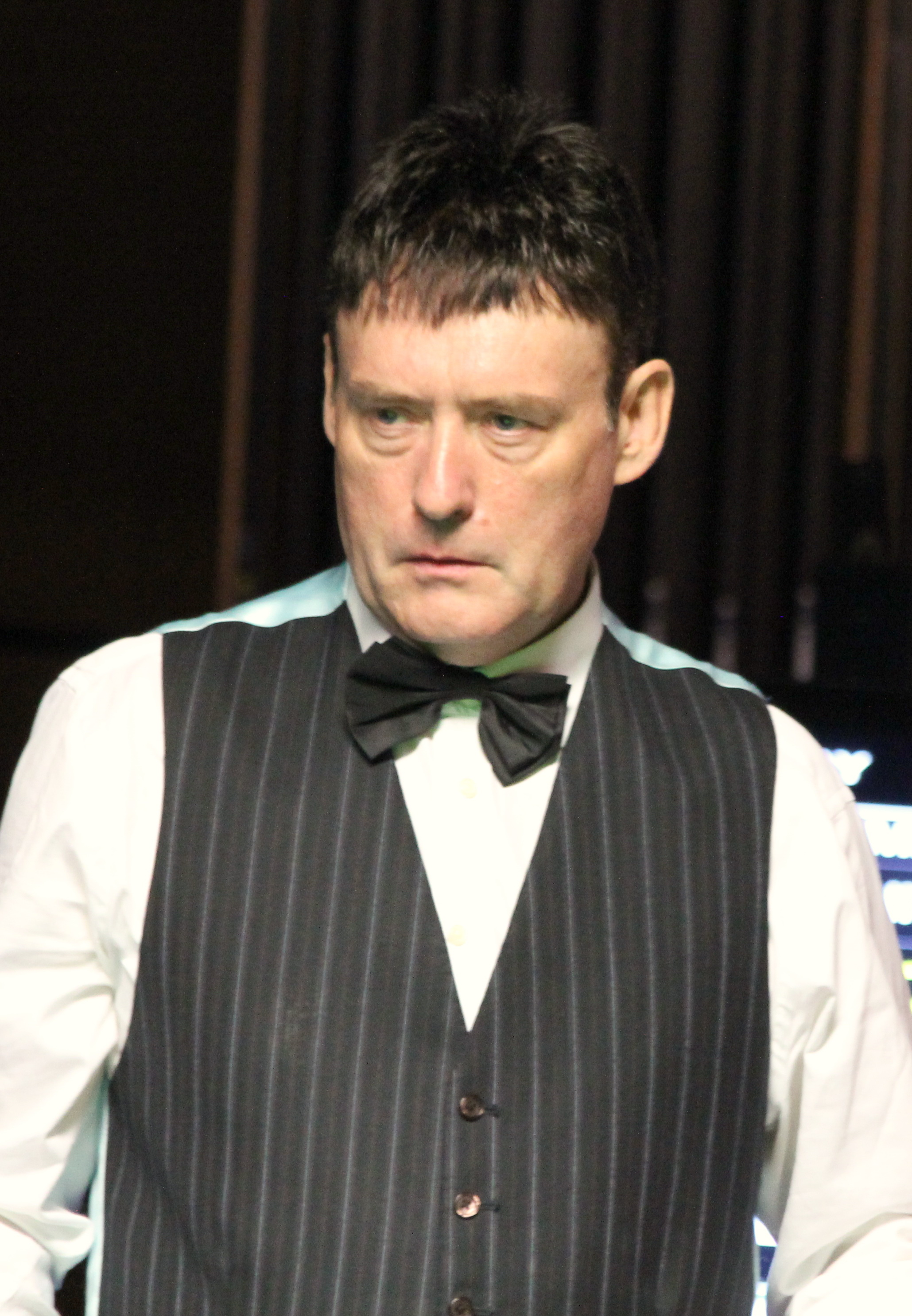
Jimmy White au Classique Paul Hunter 2016.

| Légende | Catégorie                      | Titres                         | Finales                        |
|         | Tournois classés               | 10                             | 14                             |
|         | Tournois non classés           | 19                             | 18                             |
|         | Tournois en équipes            | 4                              | 3                              |
|         | Tournois pro-am                | 1                              | 5                              |
|         | Tournois alternatifs           | 2                              | 0                              |
|         | Tournée mondiale seniors       | 7                              | 3                              |
|         | Tournois amateurs              | 3                              | 0                              |
| Gras    | Tournois de la triple couronne | Tournois de la triple couronne | Tournois de la triple couronne |

### Titres

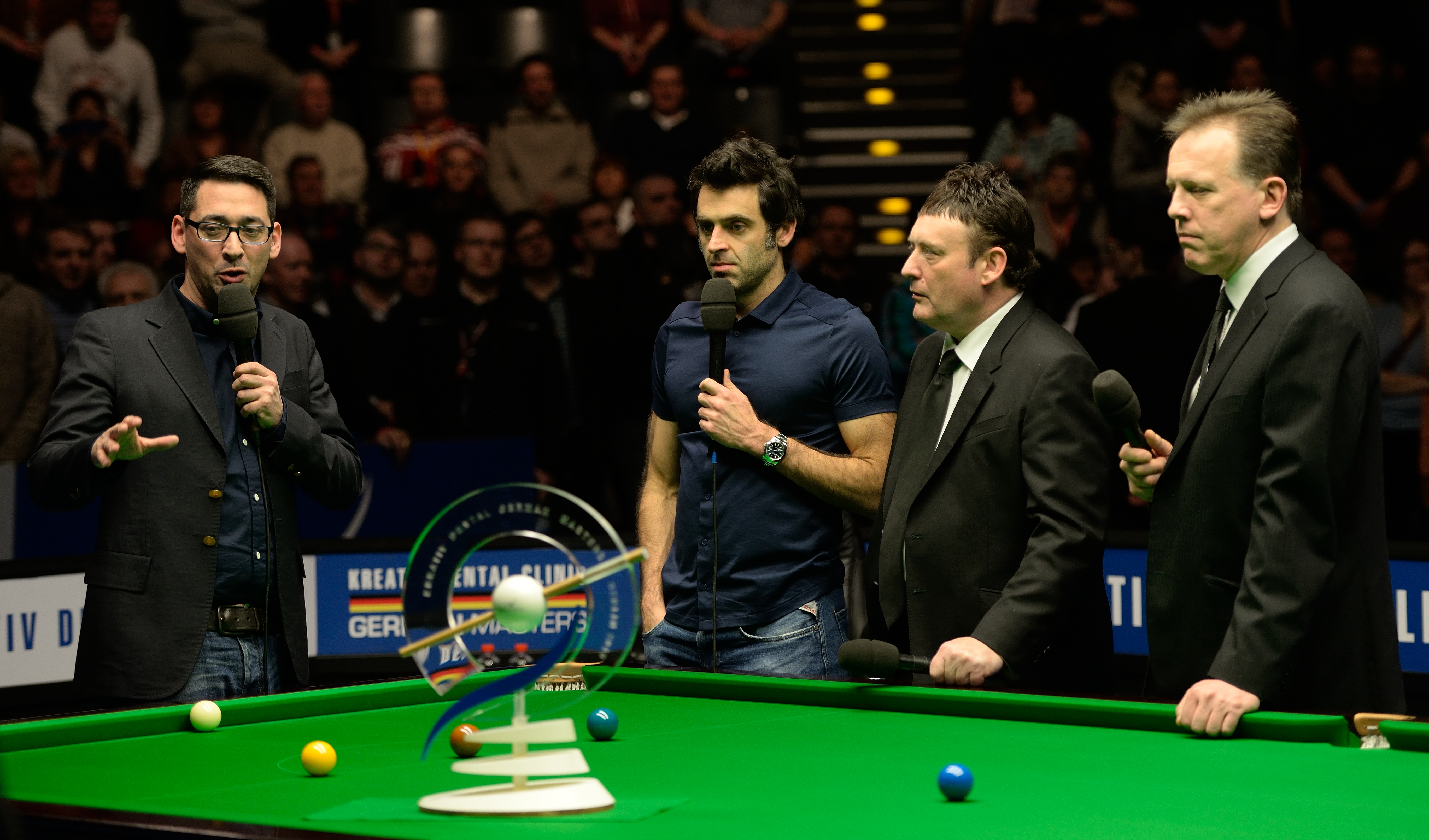
Ronnie O'Sullivan (à gauche), Jimmy White (au centre) et Neal Foulds (à droite), lors du Masters d'Allemagne (Berlin) de 2015.

| Saison    | Nom du tournoi                                       | Lieu        | Finaliste                    | Score | Tableau |
| 1978-1979 | Tournoi pro-am Pontins (automne)                     | Prestatyn   | Sid Hood                     | 7-6   | Tableau |
| 1979      | Championnat d'Angleterre amateur                     |             | Dave Martin                  | 13-10 |         |
| 1980      | Championnat du monde amateur                         | Launceston  | Ron Atkins                   | 11-2  |         |
| 1980      | Championnat d'Inde amateur                           |             | Arvind Savur                 | 9-7   |         |
| 1981-1982 | Masters d'Écosse                                     | Glasgow     | Cliff Thorburn               | 9-4   | Tableau |
| 1981-1982 | Trophée d'Irlande du Nord                            | Belfast     | Steve Davis                  | 11-9  | Tableau |
| 1983-1984 | Masters                                              | Wembley     | Terry Griffiths              | 9-5   | Tableau |
| 1984-1985 | Masters de Nouvelle-Zélande                          | Auckland    | Kirk Stevens                 | 5-3   | Tableau |
| 1984-1985 | Masters de Thaïlande                                 | Bangkok     | Terry Griffiths              | 4-3   | Tableau |
| 1984-1985 | Challenge Carlsberg                                  | Dublin      | Tony Knowles                 | 9-7   | Tableau |
| 1984-1985 | Championnat du monde par équipes (avec Alex Higgins) | Northampton | Cliff Thorburn Willie Thorne | 10-2  | Tableau |
| 1984-1985 | Masters d'Irlande                                    | Kill        | Alex Higgins                 | 9-5   | Tableau |
| 1985-1986 | Challenge Carlsberg (2)                              | Dublin      | Alex Higgins                 | 8-3   | Tableau |
| 1985-1986 | Pot Black                                            | Birmingham  | Kirk Stevens                 | 2-0   | Tableau |
| 1985-1986 | Classique de snooker                                 | Warrington  | Cliff Thorburn               | 13-12 | Tableau |
| 1985-1986 | Masters d'Irlande (2)                                | Kill        | Willie Thorne                | 9-5   | Tableau |
| 1986-1987 | Masters de Malaisie                                  | Malaisie    | Dennis Taylor                | 2-1   | Tableau |
| 1986-1987 | Grand Prix                                           | Reading     | Rex Williams                 | 10-6  | Tableau |
| 1986-1987 | Open de Grande-Bretagne                              | Derby       | Neal Foulds                  | 13-9  | Tableau |
| 1987-1988 | Coupe du monde                                       | Bournemouth | Australie                    | 9-7   | Tableau |
| 1988-1989 | Masters de Hong Kong                                 | Hong Kong   | Neal Foulds                  | 6-3   | Tableau |
| 1988-1989 | Masters du Canada                                    | Toronto     | Steve Davis                  | 9-4   | Tableau |
| 1988-1989 | Coupe du monde (2)                                   | Bournemouth | Reste du monde               | 9-8   | Tableau |
| 1989-1990 | Championnat du monde de match-play                   | Brentwood   | John Parrott                 | 18-9  | Tableau |
| 1990-1991 | Championnat du monde de match-play (2)               | Brentwood   | Stephen Hendry               | 18-9  | Tableau |
| 1990-1991 | Masters mondiaux                                     | Birmingham  | Tony Drago                   | 10-6  | Tableau |
| 1990-1991 | Classique de snooker (2)                             | Blackpool   | Stephen Hendry               | 10-4  | Tableau |
| 1991-1992 | Challenge d'Europe                                   | Waregem     | Steve Davis                  | 4-1   | Tableau |
| 1991-1992 | Open d'Europe                                        | Tongres     | Mark Johnston-Allen          | 9-3   | Tableau |
| 1991-1992 | Open de Grande-Bretagne (2)                          | Derby       | James Wattana                | 10-7  | Tableau |
| 1992-1993 | Grand Prix (2)                                       | Reading     | Ken Doherty                  | 10-9  | Tableau |
| 1992-1993 | Championnat du Royaume-Uni                           | Preston     | John Parrott                 | 16-9  | Tableau |
| 1992-1993 | Ligue d'Europe                                       | Bristol     | Alan McManus                 | 10-7  | Tableau |
| 1994-1995 | Tournoi de snooker à dix billes                      | Londres     | Ronnie O'Sullivan            | 3-1   |         |
| 1998-1999 | Tournoi Pontins                                      | Prestatyn   | Matthew Stevens              | 9-5   | Tableau |
| 1999-2000 | Coupe des nations                                    | Reading     | Pays de Galles               | 6-4   | Tableau |
| 2003-2004 | Championnat des joueurs                              | Glasgow     | Paul Hunter                  | 9-7   | Tableau |
| 2009-2010 | Championnat du monde à six billes rouges             | Bangkok     | Barry Hawkins                | 8-6   |         |
| 2009-2010 | Séries mondiales (épreuve de Prague)                 | Prague      | Graeme Dott                  | 5-3   |         |
| 2010-2011 | Championnat du monde seniors                         | Bradford    | Steve Davis                  | 4-1   |         |
| 2017-2018 | Championnat du Royaume-Uni seniors                   | Hull        | Ken Doherty                  | 4-2   | Tableau |
| 2018-2019 | Masters d'Irlande seniors                            | Kildare     | Rodney Goggins               | 4-1   | Tableau |
| 2018-2019 | Championnat du monde à six billes rouges seniors     | Belfast     | Aaron Canavan                | 4-2   | Tableau |
| 2019-2020 | Championnat du monde seniors (2)                     | Sheffield   | Darren Morgan                | 5-3   | Tableau |
| 2019-2020 | Championnat du monde seniors (3)                     | Sheffield   | Ken Doherty                  | 5-4   | Tableau |
| 2022-2023 | Championnat du monde seniors (4)                     | Sheffield   | Alfie Burden                 | 5-3   | Tableau |

### Finales perdues
| Saison    | Nom du tournoi                                            | Lieu                | Finaliste                  | Score       | Tableau |
| 1978-1979 | Tournoi pro-am Pontins (printemps)                        | Prestatyn           | Steve Davis                | 3-7         | Tableau |
| 1982-1983 | Tournoi des joueurs                                       | Aston               | Ray Reardon                | 5-10        | Tableau |
| 1982-1983 | Masters international                                     | Derby               | Ray Reardon                | 6-9         | Tableau |
| 1982-1983 | Coupe du monde                                            | Reading             | Canada                     | 2-4         | Tableau |
| 1983-1984 | Championnat du monde par équipes (avec Tony Knowles)      | Northampton         | Steve Davis Tony Meo       | 2-10        | Tableau |
| 1983-1984 | Championnat du monde                                      | Sheffield           | Steve Davis                | 16-18       | Tableau |
| 1984-1985 | Masters d'Écosse                                          | Glasgow             | Steve Davis                | 4-9         | Tableau |
| 1984-1985 | Pot Black                                                 | Birmingham          | Doug Mountjoy              | 0-2         | Tableau |
| 1985-1986 | Trophée Matchroom                                         | Newcastle upon Tyne | Cliff Thorburn             | 10-12       | Tableau |
| 1985-1986 | Masters                                                   | Wembley             | Cliff Thorburn             | 5-9         | Tableau |
| 1986-1987 | Challenge Carlsberg                                       | Dublin              | Dennis Taylor              | 3-8         | Tableau |
| 1986-1987 | Classique de snooker                                      | Blackpool           | Steve Davis                | 12-13       | Tableau |
| 1986-1987 | Coupe Kent                                                | Pékin               | Willie Thorne              | 2-5         | Tableau |
| 1987-1988 | Masters du Canada                                         | Toronto             | Dennis Taylor              | 7-9         | Tableau |
| 1987-1988 | Championnat du Royaume-Uni                                | Preston             | Steve Davis                | 14-16       | Tableau |
| 1988-1989 | Open international (2)                                    | Stoke-on-Trent      | Steve Davis                | 6-12        | Tableau |
| 1988-1989 | Grand Prix Norwich Union                                  | Monte Carlo         | Steve Davis                | 4-5         | Tableau |
| 1989-1990 | Championnat du monde (2)                                  | Sheffield           | Stephen Hendry             | 12-18       | Tableau |
| 1989-1990 | Ligue internationale                                      | Europe              | Tony Meo                   | Round-robin | Tableau |
| 1990-1991 | Challenge de Hong Kong                                    | Hong Kong           | James Wattana              | 3-9         | Tableau |
| 1990-1991 | Masters de Belgique                                       | Belgique            | John Parrott               | 6-9         | Tableau |
| 1990-1991 | Championnat du monde (3)                                  | Sheffield           | John Parrott               | 11-18       | Tableau |
| 1991      | Masters mondiaux par équipes mixtes (avec Caroline Walch) | Birmingham          | Steve Davis Allison Fisher | 3-6         | Tableau |
| 1991-1992 | Championnat du Royaume-Uni (2)                            | Preston             | John Parrott               | 13-16       | Tableau |
| 1991-1992 | Championnat du monde (4)                                  | Sheffield           | Stephen Hendry             | 14-18       | Tableau |
| 1992-1993 | Championnat du monde (5)                                  | Sheffield           | Stephen Hendry             | 5-18        | Tableau |
| 1993-1994 | Championnat du monde (6)                                  | Sheffield           | Stephen Hendry             | 17-18       | Tableau |
| 1997-1998 | International Superstar                                   | Guangzhou           | Ronnie O'Sullivan          | 3-5         | Tableau |
| 1997-1998 | Internationaux de Chine                                   | Pékin               | Steve Davis                | 4-7         | Tableau |
| 1997-1998 | Première ligue                                            | Irthlingborough     | Ken Doherty                | 1-10        | Tableau |
| 1998-1999 | Première ligue (2)                                        | Irthlingborough     | John Higgins               | 4-9         | Tableau |
| 1999-2000 | Tournoi Pontins                                           | Prestatyn           | Darren Morgan              | 2-9         | Tableau |
| 2000-2001 | Open de Grande-Bretagne                                   | Plymouth            | Peter Ebdon                | 6-9         | Tableau |
| 2003-2004 | Open d'Europe                                             | La Valette          | Stephen Maguire            | 3-9         | Tableau |
| 2004      | Open de Suisse                                            | Suisse              | Ian McCulloch              | 1-5         |         |
| 2006-2007 | Première ligue (3)                                        | Wythenshawe         | Ronnie O'Sullivan          | 0-7         | Tableau |
| 2009-2010 | Séries mondiales (épreuve de Killarney)                   | Killarney           | Shaun Murphy               | 1-5         |         |
| 2009-2010 | Classique Paul Hunter                                     | Fürth               | Shaun Murphy               | 0-4         |         |
| 2010-2011 | Pink Ribbon                                               | Gloucester          | Michael Holt               | 5-6         |         |
| 2011      | Open d'Inde sur invitation                                | Inde                | Stephen Lee                | 7-10        |         |
| 2019-2020 | Championnat du Royaume-Uni seniors                        | Hull                | Michael Judge              | 2-4         | Tableau |
| 2020-2021 | Championnat du monde seniors                              | Sheffield           | David Lilley               | 3-5         | Tableau |
| 2021-2022 | Championnat du monde seniors (2)                          | Sheffield           | Lee Walker                 | 4-5         | Tableau |